# Reacción de Barton
La Reacción de Barton  o Fotólisis de Barton es una reacción orgánica que implica la fotólisis homolítica de un nitrito para dar un δ-nitrosoalcohol
. Fue descrita por primera vez por el químico británico Derek Harold Richard Barton. El mecanismo implica la ruptura homolítica del enlace oxígeno-nitrógeno (RO–NO) de un éster del ácido nitroso.  Posteriormente un hidrógeno δ es abstraído homolíticamente por el radical libre de oxígeno. El monóxido de nitrógeno forma un enlace con el radical generado en el paso anterior.
Una aplicación de esta reacción aprovecha la tautomería nitroso-oxima, para hidrolizar la oxima y así obtener compuestos γ-hidroxicarbonílicos.

Una reacción relacionada es la de Hofmann-Löffler, que utiliza haloaminas. 